# 紀傳財
紀傳財（Kee Thuan Chye，1954年5月25日—）是著名的馬來西亞演員，記者和作家。出演戲劇，電影和電視連續劇超過30年。他出演过的電影包括：偷天陷阱、安娜與國王、馬可波羅、紫禁城的秘密（BBC歷史頻道）等。

## 生平
1987年，紀傳財獲得了英國文化協會獎學金前往英國學習之後，他在艾塞克斯大學獲得了戲劇碩士學位。2010年，读者文摘任命他為馬來西亞第34屆最值得信賴的人物。 紀傳財也是一位馬來西亞著名的基本權活動家。2008年，吉隆坡中央艺术坊任命他為言論自由英雄之一。